# Jem Belcher
Jem Belcher (ur. 15 kwietnia 1781 w Bristolu, zm. 30 lipca 1811 w Londynie) – angielski bokser z okresu walk na gołe pięści.
Boks uprawiał od dwunastego roku życia. Karierę zawodową rozpoczął w 1798 w wieku lat siedemnastu. Już w roku następnym stoczył walkę o mistrzostwo Anglii w wadze średniej, zwyciężając Paddingtona Toma Jonesa.
W 1800 stoczył dwa pojedynki o tytuł mistrza Anglii w wadze ciężkiej z Jackiem Bartholomewem. Pierwszy zakończył się remisem po 51 rundach. W drugim, rozegranym 15 maja w Finchley Common, po 20 minutach zwyciężył w 11 rundzie i został mistrzem. W 1803 stracił oko uderzony piłką w czasie gry w fives jednak skutecznie bronił tytułu do 6 grudnia 1805, kiedy przegrał w 18 rundzie ze swoim protegowanym Henrym Pearcem. W 1807 i 1809 stoczył dwie walki z Tomem Cribbem. Pierwsza walka odbyła się 8 kwietnia 1807 i była wyjątkowo dramatyczna. Przez 20 rund dominował Belcher i był bliski zwycięstwa jednak z rozbitymi dłońmi ostatecznie po 55 minutach przegrał w 41 rundzie. W drugiej walce, której stawką był tytuł mistrza Anglii przegrał zdecydowanie po 40 minutach w 31 rundzie i był to koniec jego kariery.
W roku 1992 został przyjęty do Międzynarodowej Bokserskiej Galerii Sław.